# ブランズウィック (ジョージア州)
ブランズウィック（英: Brunswick、[ˈbrʌnzwɪk]）は、アメリカ合衆国ジョージア州の都市。グリン郡の郡庁所在地である。人口は1万5210人（2020年）で、ジョージア州の大西洋岸ではサバンナ、ハインズビルに次いで3番目に大きな都市であり、地域の経済中心になっている。市内にはブランズウィック・オールドタウン歴史地区がある。

## 概要
1738年、イギリス人開拓者がスペイン領フロリダに対する緩衝地帯として、半島に入植した。1771年には植民地政府の支配下に入り、ハノーヴァー朝の出自であるドイツのブラウンシュヴァイク＝リューネブルク公国に因み、ブランズウィックと名付けられた。1856年に市として法人化された。その歴史を通じて重要な港湾市として機能してきた。第二次世界大戦では、戦略的な位置を生かして、アメリカ合衆国海事委員会のために護衛飛行船と造船施設の作戦基地として機能した。
ブランズウィックは都市圏の総生産高が39億ドルあり、観光業と物流業で成長する経済を支えている。ブランズウィック港はロールオン・ロールオフ貨物取扱量で国内の約10%を扱っており、ロサンゼルス港、ニューアーク港についで第3位である。連邦政府警官訓練センターが市の中央事業地区の北5マイル (8 km) にあり、ブランズウィック＝ゴールデンアイルズ空港に隣接している。この空港からは商業便が就航している。
ブランズウィックは大西洋岸の港であり、フロリダ州境の北約30マイル (50 km)、サウスカロライナ州境の南約70マイル (110 km) にある。西はオグルソープ・ベイ、イースト川、タートル川に接している。南はブランズウィック川であり、東は大西洋の沿岸内水路と接し、その向こうにゴールデンアイルズがある。

## 歴史
現在のブランズウィックとなっている地域には、ティムクア語を話すモカマ族インディアンが住んでいた。1568年から、スペイン人がティムクアの村に伝道所を設立した。この時代、多くのインディアンが奴隷化や疫病のために人口を大きく減らした。1663年にカロライナ植民地が設立され、イギリスは北緯31度線までの土地領有を主張したが、スペインもこの土地の領有を主張していたので、アルタマハ川の南ではほとんど開拓が進まなかった。1733年にジョージア植民地が設立されてから3年後、ジェイムズ・オグルソープがセントサイモンズ島にフレデリカの町を建設させ、やはりこの島の領有を主張していたスペインに挑戦した。1742年、ブラッディマーシュの戦いとガリーホールクリークの戦いでイギリス軍が勝利した後は、スペイン人がこの植民地から追い出された。しかしスペインの脅威が無くなったのは1763年のパリ条約によってであり、セントメアリーズ川の北、サバンナ川の南がジョージアと指定された。
1738年、この地域最初のヨーロッパ人開拓者マーク・カーが到着した。スコットランド出身のカーは、オグルソープの海洋船会社の船長だった。上陸すると、イースト川とブランズウィック川沿いに1,000エーカー (4.0 km2) のタバコ・プランテーションを設立し、「プラグ・ポイント」と呼んだ。1771年、ジョージア植民地がカーの畑を買い上げ、サバンナ市と同様にブランズウィックの町に格子配置の区画割りを行った。公共の広場にはそれなりの空間を持たせた。この町の名はイギリス王ジョージ3世とハノーヴァー朝の出自であるドイツのブラウンシュヴァイク＝リューネブルク公国に因み、ブランズウィックと名付けられた 。町の広さは383.5エーカー (1.552  km2) の四辺形だった。1772年6月30日に最初の区画が払い下げられ、最初の3年間で179の区画が売れた。しかしこの時期に、ブランズウィック市民の多くが去っていった。その多くはロイヤリストであり、アメリカ独立戦争の間の保護を求めて、東フロリダ、カリブ海、さらにはイギリス本国に逃亡した。1783年から1788年、町の多くの区画が再販売され、その子供達に適切な教育を望んだ幾つかの家族に集められることになった。1788年2月1日付け州議会の法により、8人の町政委員が指名され、グリン・アカデミーが認可され、その資金は町の区画売り上げからもたらされた。
ブランズウィックは1789年にアメリカ合衆国議会の法によって公式の入国港として認められた。1797年、州議会はグリン郡の郡庁所在地をフレデリカからブランズウィックに移した。
18世紀末、ブランズウィックの3方を取り囲む広大な土地が区画割りされて、コモンズと名付けられた。1796年に町政委員が指名され町造りを担うことになった。州議会が委員達にコモンズの土地500エーカー (2.0 km2) の販売を認めた。その利益の半分は郡庁舎と監獄の建設に充てられ、残り半分はアカデミーを支援することとされた。1819年、町政委員はレイノルズ通りとL通りの南東角に、学校を目的とする快適な建物を建設した。これがブランズウィックでは最初の公共建築物になった。この建物は4年後に放棄されたが、1840年にコモンズのやり方によってヒルズボロ広場に新しい建物が建設された。郡庁舎と監獄はこの頃に建てられた。1856年2月22日、町は公式に市として法人化された。1860年時点で、ブランズウィックの人口は468人、銀行1行、週刊新聞社1社、製材所1社、その従業員9人だった。
ブランズウィックは南北戦争の間に市民が明け渡しを命令されて、町が放棄された。南部の他の町と同様に戦後は不況に苦しんだ。近くのセントサイモンズ島で国内最大級の製材所が操業を始めた後、経済の活況が戻ってきた。ブランズウィックからジョージア州内陸部に鉄道が建設され、レコンストラクション時代の南部他都市とは異なり、経済ブームが起こった。
1878年、ジョージア生まれの詩人シドニー・レニアが、ブランズウィックの気候での結核療養に来ており、グリン郡全体にある塩沼に基づく詩『グリンの沼』を書いた。「ハーパーズ・ウィークリー」1888年12月号では、「海の傍のブランズウィック」が「アメリカの冬のニューポート」となると予告された。ジェキル島は当時の最も影響力ある家族のリゾート地になった。その家族とはロックフェラー家、ヴァンダービルト家、ピューリッツァー家、グッドイヤー家などであり、列車やヨットでこの地に来ていた。
1893年に黄熱病が流行し、ブランズウィック市にとっては苦難の10年間になった。現在の区分でカテゴリー3のハリケーン（シー諸島ハリケーン）がジョージア海岸を麻痺させ、サウスカロライナ州を襲ったときに洪水になった。この嵐で、市は6フィート (180 cm) の水に浸かった。1898年10月には、カテゴリー4のハリケーンがブランズウィックのすぐ南にあるカンバーランド島を襲った。これによりブランズウィック市は16フィート (4.8 m) の高潮になった。この時179人が死んだ。
1909年に路面電車線の建設が始まり、1911年に完成した。その軌道は市内幾つかの通りの中央を走っていた。1924年7月、ブランズウィックとセントサイモンズ島の間の土手道であるF・J・トーラス・コーズウェイが完成した。このときブランズウィックとセントサイモンズ島の間の旅客船運行が中止された。1926年、市内の路面電車が廃止された。路面電車の衰退は自動車の興隆と同期していた。
第二次世界大戦では、ブランズウィックが戦略的な位置付けにあった。ドイツのUボートがアメリカ合衆国南部海岸を脅かしたので、海岸地域を偵察する飛行船が使われた。戦中にブランズウィックの海軍航空基地グリンコ（当時世界最大の飛行船基地だった）から出た飛行船が、およそ10万隻の輸送船を護衛し、敵の潜水艦に1隻の船も失われることがなかった。

### リバティ船
第二次世界大戦中、アメリカ合衆国海事委員会のために、J・A・ジョーンズ・コンストラクション社の16,000人以上の労働者が、99隻のリバティ船とノット船を建造して好況に沸いた。ノット船は海岸部の短距離運行に使われ、ノットで名付けられることが多かったC1-Mタイプの船である。これらの船でヨーロッパ戦線や太平洋戦線に軍需物資が運ばれた。
最初の船はSSジェイムズ・M・ウェイン（ジェイムズ・ムーア・ウェインに因んで名付けられた）であり、竜骨が1942年7月6日に置かれ、1943年3月13日に進水した。最後の船はSSコースタルレンジャーであり、竜骨が1945年6月7日に置かれ、同年8月25日に進水した。最初の6隻は完成まで305日ないし331日かかった。それが直ぐに効率化され、その後の船は約2か月間で建造され、平均では89日間になった。1943年11月までに、1か月に約4隻が進水するようになっていた。SSウィリアム・F・ジャーマンの場合は1944年の11月と12月の34日間のみで建造された。一時に6隻が船台に乗っていることもあった。

## 地理

### 地形
ブランズウィックはジョージア州の南東部にあり、フロリダ州ジャクソンビルとジョージア州サバンナの中間に位置している。ジョージア海岸の湾曲部頂点にあり、大西洋岸では最西部となる。ジェキル島とセントサイモンズ島という2つの自然のバリアー島に保護されている。西のイースト川とタートル川、南のブランズウィック川が造る半島の上にある。東は沿岸内水路である。数多い塩沼が沿岸内水路と市域を隔てており、その向こうにバリアー諸島がある。イースト川の向こうはアンドリュース島であり、浚渫土を捨てる場所になっている。
ブランズウィック市は州内で最も標高が低く、海抜は10フィート (3 m) しかない。地区地面積は17.3平方マイル (45 km2) 、総面積は25.2平方マイル (65 km2). 、水域は8.0平方マイル (21 km2) である。

### 気候

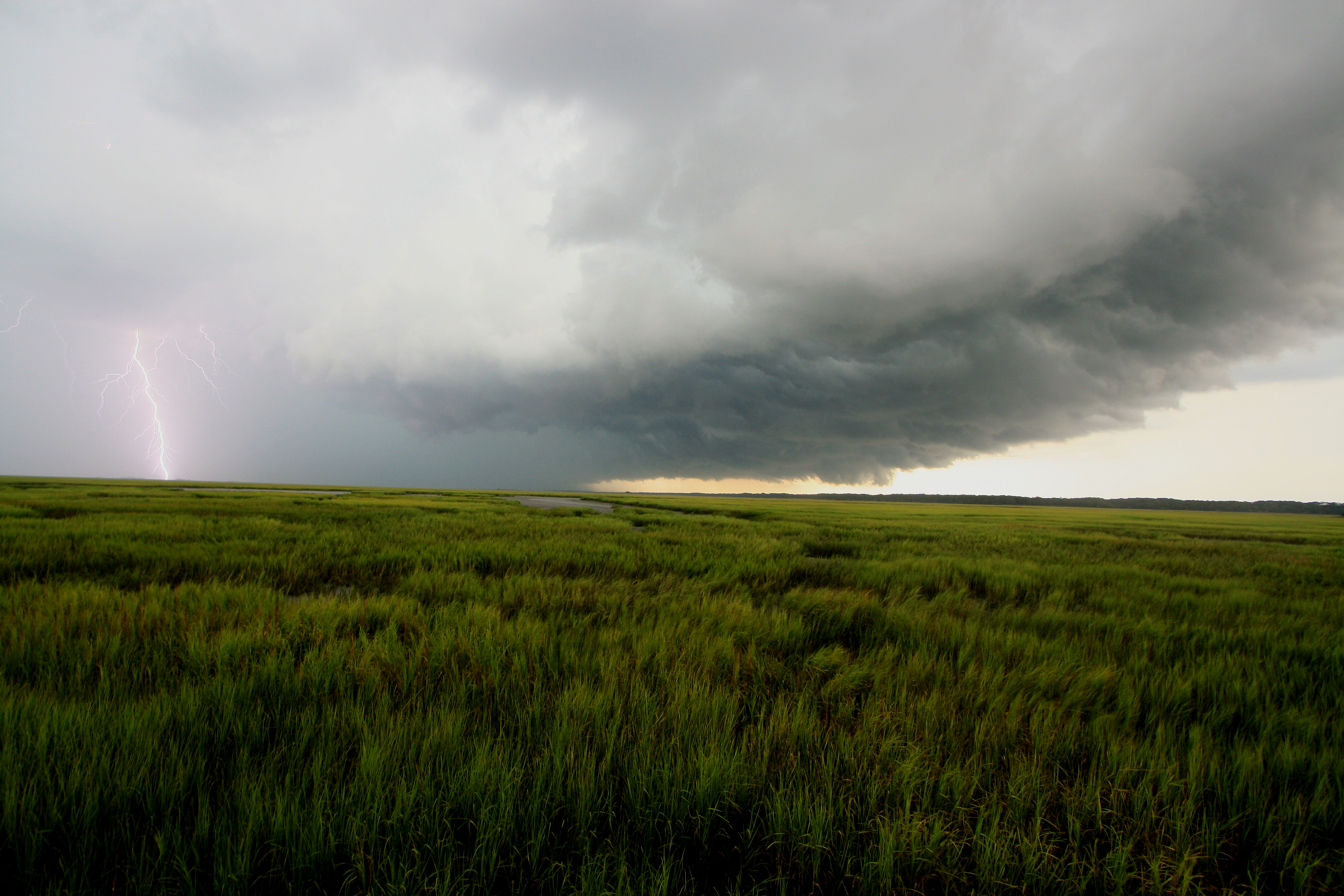
夏の午後の雷雲、沼地から立ち上がる

ブランズウィックの気候は温暖湿潤気候（ケッペンの気候区分Cfa）に区分される。夏の間は日中の気温が90 °F (32 °C)以上になるのが通常である。しかし、湿度によって実際の温度よりも高い熱指数になる。夏の朝は90%近い湿度があり、午後でも60%に近い。夏の午後は雷雨が発生することが多い。過去最高気温は1986年の106 °F (41 °C) だった。冬はかなり温暖である。最も寒い1月の平均最高気温は63 °F (17 °C)、平均最低気温でも44 °F (7 °C) ある。降雪は非常にまれである。ブランズウィックで最後に積雪があったのは1989年12月23日である。過去最低気温は1985年1月21日と1966年1月30日の5 °F (-15 °C) だった。
ブランズウィックは毎年多量の雨が降り、平均では約49.6インチ (1,260 mm) になる。雨が多いのは大西洋のハリケーンシーズンである8月と9月である。東海岸にある都市の大半と比べるとあまりハリケーン被害を受けない方である。1898年以降、大きなハリケーンがジョージア州に上陸したことがなく、1979年のハリケーン・デイビッドがあるくらいである。しかし、メキシコ湾からフロリダ州を通ってジョージア州に入ったり、大西洋上を南から北に進んでジョージア海岸を掠めたりすることがあり、ハリケーンあるいはそれに近い状態に何度かなったことがある。
| ブランズウィック（1981年-2010年）の気候 | ブランズウィック（1981年-2010年）の気候 | ブランズウィック（1981年-2010年）の気候 | ブランズウィック（1981年-2010年）の気候 | ブランズウィック（1981年-2010年）の気候 | ブランズウィック（1981年-2010年）の気候 | ブランズウィック（1981年-2010年）の気候 | ブランズウィック（1981年-2010年）の気候 | ブランズウィック（1981年-2010年）の気候 | ブランズウィック（1981年-2010年）の気候 | ブランズウィック（1981年-2010年）の気候 | ブランズウィック（1981年-2010年）の気候 | ブランズウィック（1981年-2010年）の気候 | ブランズウィック（1981年-2010年）の気候 |
| 月                                      | 1月                                     | 2月                                     | 3月                                     | 4月                                     | 5月                                     | 6月                                     | 7月                                     | 8月                                     | 9月                                     | 10月                                    | 11月                                    | 12月                                    | 年                                      |
| --------------------------------------- | --------------------------------------- | --------------------------------------- | --------------------------------------- | --------------------------------------- | --------------------------------------- | --------------------------------------- | --------------------------------------- | --------------------------------------- | --------------------------------------- | --------------------------------------- | --------------------------------------- | --------------------------------------- | --------------------------------------- |
| 最高気温記録 °F （°C）                  | 86 (30)                                 | 89 (32)                                 | 99 (37)                                 | 99 (37)                                 | 101 (38)                                | 104 (40)                                | 106 (41)                                | 103 (39)                                | 101 (38)                                | 95 (35)                                 | 89 (32)                                 | 87 (31)                                 | 106 (41)                                |
| 平均最高気温 °F （°C）                  | 62.5 (16.9)                             | 66.0 (18.9)                             | 71.6 (22)                               | 78.0 (25.6)                             | 84.8 (29.3)                             | 89.8 (32.1)                             | 92.3 (33.5)                             | 90.7 (32.6)                             | 86.1 (30.1)                             | 79.2 (26.2)                             | 72.1 (22.3)                             | 64.4 (18)                               | 78.1 (25.6)                             |
| 平均最低気温 °F （°C）                  | 42.0 (5.6)                              | 45.5 (7.5)                              | 51.4 (10.8)                             | 56.7 (13.7)                             | 65.0 (18.3)                             | 71.5 (21.9)                             | 74.0 (23.3)                             | 73.8 (23.2)                             | 70.3 (21.3)                             | 61.2 (16.2)                             | 52.4 (11.3)                             | 44.7 (7.1)                              | 59.0 (15)                               |
| 最低気温記録 °F （°C）                  | 5 (−15)                                 | 13 (−11)                                | 21 (−6)                                 | 33 (1)                                  | 38 (3)                                  | 51 (11)                                 | 56 (13)                                 | 62 (17)                                 | 40 (4)                                  | 36 (2)                                  | 21 (−6)                                 | 11 (−12)                                | 5 (−15)                                 |
| 降水量 inch （mm）                      | 3.70 (94)                               | 3.75 (95.3)                             | 4.07 (103.4)                            | 2.69 (68.3)                             | 2.37 (60.2)                             | 5.72 (145.3)                            | 4.99 (126.7)                            | 6.91 (175.5)                            | 6.15 (156.2)                            | 4.49 (114)                              | 2.13 (54.1)                             | 2.66 (67.6)                             | 49.64 (1,260.9)                         |
| 平均降水日数 （≥0.01 in）               | 8.4                                     | 8.8                                     | 7.7                                     | 6.0                                     | 6.7                                     | 11.3                                    | 11.6                                    | 12.6                                    | 10.6                                    | 7.6                                     | 6.3                                     | 7.8                                     | 105.2                                   |
| 出典：NOAA (extremes 1895−present)      |                                         |                                         |                                         |                                         |                                         |                                         |                                         |                                         |                                         |                                         |                                         |                                         |                                         |

### 環境
ブランズウィック周辺には、以前に毒性のある廃棄物で酷く汚染された場所として、スーパーファンドの適用を受ける所が4か所ある。すなわちLCPケミカル、ブランズウィック森林保護地区、ハーキュリーズ009埋め立て地、およびテリー・クリーク浚渫汚染地域/ハーキュリーズ放流口である。2011年に公表された研究では、これらスーパーファンド適用地近くの入江で餌をはむバンドウイルカが、世界の哺乳動物の中でも最高のPCB濃度を示した。

## 人口動態
以下は2000年の国勢調査による人口統計データである。
| 基礎データ - 人口: 15,600 人 - 世帯数: 6,085 世帯 - 家族数: 3,681 家族 - 人口密度: 349.8人/km2（906 人/mi2） - 住居数: 6,952 軒 - 住居密度: 155.9軒/km2（403.8 軒/mi2） 人種別人口構成 - 白人: 36.4% - アフリカン・アメリカン: 59.8% - ネイティブ・アメリカン: 0.3% - アジア人: 0.4% - 太平洋諸島系: 0.1%未満 - その他の人種: 1.7% - 混血: 1.4% - ヒスパニック・ラテン系: 1.8% 先祖による構成 - アメリカ人：5.3% - イギリス系：5.1% - サハラ以南のアフリカ系：4.3% - アイルランド系：4.1% - ドイツ系：3.6% - その他：54.1% 年齢別人口構成 - 18歳未満: 27.3% - 18-24歳: 10.1% - 25-44歳: 27.1% - 45-64歳: 20.2% - 65歳以上: 15.3% - 年齢の中央値: 35歳 - 性比（女性100人あたり男性の人口） - 総人口: 88.6 - 18歳以上: 82.8 | 世帯と家族（対世帯数） - 18歳未満の子供がいる: 29.3% - 結婚・同居している夫婦: 31.4% - 未婚・離婚・死別女性が世帯主: 24.6% - 非家族世帯: 39.5% - 単身世帯: 33.6% - 65歳以上の老人1人暮らし: 13.2% - 平均構成人数 - 世帯: 2.46人 - 家族: 3.13人 収入と家計 - 収入の中央値 - 世帯: 22,272米ドル - 家族: 28,564米ドル - 性別 - 男性: 26,172米ドル - 女性: 18,602米ドル - 人口1人あたり収入: 13,062米ドル - 貧困線以下 - 対人口: 30.4% - 対家族数: 25.2% - 18歳未満: 43.9% - 65歳以上: 21.7% |

## 経済
ブランズウィック港は市の経済の中で重要な位置を占めている。アメリカ合衆国東海岸では最大級に生産的な港と見なされ、国内でも6番目に繁華な自動車関連港である。アメリカの自動車産業ビッグ3のうちフォード・モーターとゼネラルモーターズという2社の主要輸出施設がある。さらに、メルセデス・ベンツ社の主要輸出施設もある。また現代自動車、ジャガー、起亜自動車、ランドローバー、三菱自動車工業、ポルシェ、ボルボも輸入施設を持っている。アウディ、BMW、フォルクスワーゲンも輸入港として施設を利用しているインターナショナル・オート・プロセッシングが市内の大手雇用主である。自動車に加えて農業生産物などばら積み貨物も輸出されている。
この港はジョージア州港湾公社が運営しており、4つのターミナルがある。すなわちカーネル島ローロー、カーネル島アグリ・バルク、メイアーズポイント、およびマリーンポートである。メイアーズポイントのみがブランズウィック市域に入っている。カーネル島とマリーンポートのターミナルは市の南西にある。
アメリカ合衆国警官訓練センターは、アメリカ合衆国国土安全保障省の大型機関であり、ブランズウィックの北にあるグリンコに本部がある。ジョージア工科大学が行った研究では、グリン郡で最大の雇用主になっている。この地方における年間経済効果は6億ドルを超えることが分かっている。
南東ジョージア・ヘルスシステムがブランズウィック市内最大の民間雇用主である。その他大手雇用主としては、キング&プリンス・シーフード、GSIコマース、ピノバ、ガルフストリーム・エアロスペースがある。市内のジョージア・パシフィック工場では木材パルプが生産されている。この工場は1937年から操業しており、毎年80万トン以上のセルロースを生産できる能力がある。世界でも最大級の単一生産施設である。化学製品の製造者かつ販売者であるハーキュリーズが、ブランズウィック市北側で生産設備を稼動している。ジェット機製造のガルフストリーム・エアロスペースも市内の空港に施設がある。
ブランズウィック市とグリン郡では観光業も大きな単一産業である。ブランズウィックとゴールデンアイルズは年間を通じてリゾート地になっている。この島の海浜、リゾート、店舗、歴史的な史跡は、毎年世界中から観光客を呼んでいる。ジョージ・W・ブッシュ大統領が、2004年にシーアイランドでG8サミット会合を開いた。

## 市政府

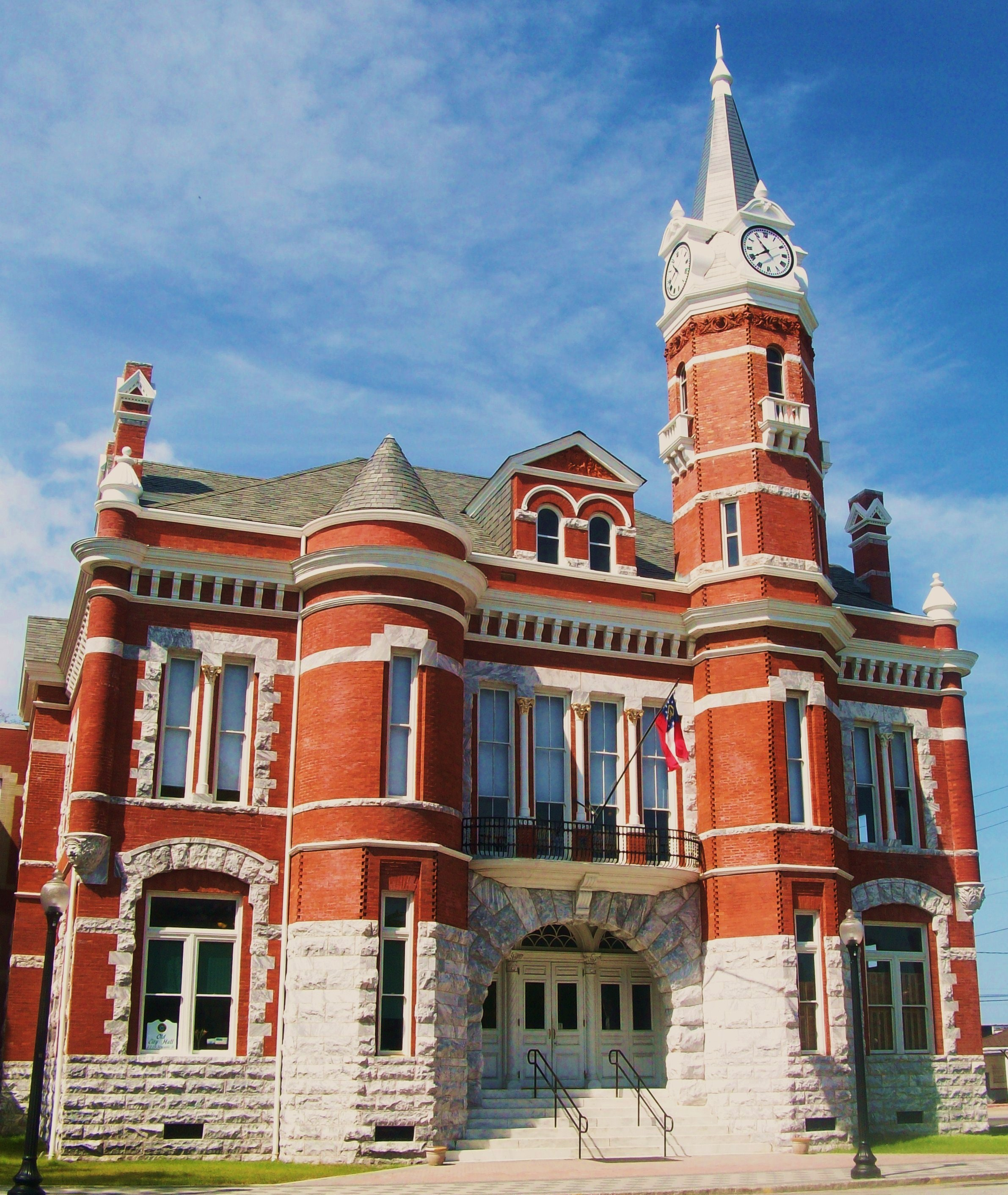
オールドタウン・ブランズウィックにある旧市庁舎

ブランズウィック市は市政委員会方式の政府を採用している。市政委員は5人であり、全市を対象にした選挙区から連記投票で多数を得た者である。市政委員会が市の立法府であり、課税、予算配分、条例、そのた総体的機能に責任がある。個々の委員は市政の特定の面について責任を持つよう割り振られている。委員の1人が市長になる。
市内は2つの選挙区に区分され、各区から2人の市政委員を選んでいる。市長は全市から選ばれた市政委員であり、委員会の議長である。委員会は月2回、オールドタウンの旧市庁舎で会している。市政委員会が市マネジャーを指名する。市マネジャーの任期に制限は無い。市マネジャーの主たる任務は市政委員会が設定した政策を、日々の運営の中で監視することである。全ての法律、市憲章の条項、市政委員会の法が実行し、強制されていることを確認する。

### 姉妹都市
- 中華人民共和国江西省贛州市
- 中華民国宜蘭県宜蘭市

ブランズウィック市は文化と経済の交流を奨励するよう目された姉妹都市関係を持っている。
2008年11月、ブランズウィック市のトンプソン市長と市政委員会が 中華人民共和国江西省贛州市に行って、両都市の間の結びつきを強化した。貢州市は人口850万人の大都市であり、趣旨に賛同し、代表団をブランズウィック市に送って、2009年4月3日にブランズウィック市役所で公式姉妹都市合意書に調印した。

## 教育

### 高等教育機関
市内にはカレッジ・オブ・コースタル・ジョージアがあり、学生数は3,000人以上である。1961年の開学から2年制カレッジだったが、2008年、4年制への移行を始めた。現在はジョージア州大学システムに属する州立カレッジであり、教育、経営、看護学の学士号、シニアカレッジや大学に進む学生のための準学士号を提供している。

### 初等中等教育

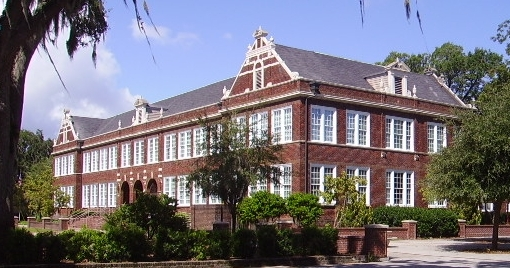
グリン・アカデミーの校舎

グリン郡教育学区が市内公立学校を管轄している。この学区の学校に12,000人以上の児童生徒が通っている。小学校は10校、中学校4校、高校2校がある。高校の1つ、グリン・アカデミーはアメリカ合衆国南部で2番目に古い公立高校であり、国内でも7番目に古い。1788年にジョージア州議会の法により設立された。ブランズウィック高校は1967年の開校である。
地域には幾つか私立学校も運営されている。市内ではカトリック系とセブンスデー・アドベンチストの学校がある。また市の北にはバプテスト、ペンテコスタル、非会派の学校もある。ブランズウィックに近い本土にある私立学校の中で最も著名なのが、ヘリテージ・クリスチャン・アカデミーであり、幼稚園前から12年生まで高いレベルの教養を与えていることで知られている。セントサイモンズ島には長老派教会系の学校と、フレデリカ・アカデミーがある。ブランズウィック市内にある小さなキリスト教学校幾つかが高校レベルの教育を行っている。

## 文化

### 芸術と演劇

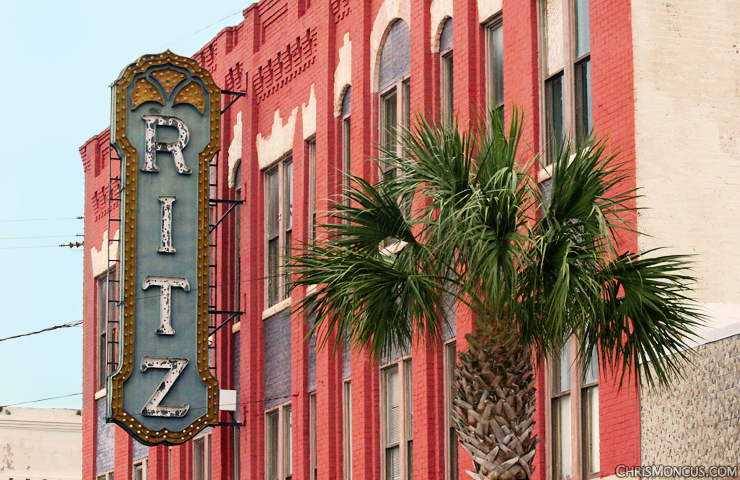
リッツ劇場、文化的な行事が開催されている

ブランズウィック市内では様々な芸術と文化の行事が開催されている。最も重要なプロの芸術集団はコースタル・シンフォニー・オブ・ジョージアである。1982年に結成され、毎年グリン・アカデミーの記念公会堂で公演を行っている。青年オーケストラの部門もあり、また寄付金を集める機能もある。
オールドタウン・ブランズウィックにある歴史があり、華美なリッツ劇場では、幅広い公演が行われている。1980年代初期に改修され、2000年から2001年にも再度改修された。ブランズウィック市とグリン郡の芸術を調整する委員会組織であるゴールデンアイルズ・アーツとヒューマニティーズ・アソシエーションが本拠にしている。この協会は毎年芸能公演シリーズを開催し、個人のプロデューサーや組織にスペースを賃貸ししている。
市内には様々な画廊がある。アート・ダウンタウンは、画廊、スタジオ、制作会社が入る文化芸術センターである。ブランズウィック・アクターズ・シアターが入っている。ギャラリー・オン・ニューキャッスルは、ジョージア海岸の湿地帯から展示を行っている。
ユニオン通り沿いには19世紀と20世紀ビクトリア様式の邸宅が集中している。毎年12月のマグノリア・ガーデン・クラブ・ツアーは、そのクリスマス家屋ツアーの一部として、ブランズウィックの歴史ある地区に加えて、ユニオン通りの家屋を選んでいる。

### スポーツとレクリエーション
カレッジ・オブ・コースタル・ジョージアは活発な大学間スポーツ活動を行っている。地元の高校はジョージア州高校協会の4Aリージョン2スポーツ行事に参加している。1950年から2007年まで国内でも権威あるジュニアカレッジ・フットボール試合である、ゴールデンアイル・ボウル・クラシックを開催していた。学術と校内のスポーツは市内の学校や公園の施設で開催されている。グリン郡スタジアムとラニア・フィールドが市内の競技場である。
ゴールデンアイル・スピードウェイは8分の5マイル (1,000 m) レーストラックであり、グリン郡の西部、ブランズウィック市の西約20マイル (32 km) にある。
PGAツアーは毎年シーアイランドのシーサイドコースでマクグラドリー・クラシックを開催している。地域はゴルフリゾートとして有名である。2008年のシーアイランドは「ゴルフダイジェスト」と「USAトゥデイ」から、事業の会合とゴルフの適地第1位に選ばれた。シーアイランドは「ゴルフ・ダイジェスト」から北アメリカのゴルフ・リゾート第1位にも選ばれている。ブランズウィック市の北にはゴルフ場が3か所あり、ジェキル島、セントサイモンズ島、シーアイランドと足すと、地域には252ホールがある。
ブランズウィック地域には、州内で開放されている海浜3か所のうち2か所がある。ジェキル島とセントサイモンズ島には入口になっており、自動車を使い市からの土手道でのみ行くことができる。これらの島はゴールデンアイルズとも呼ばれ、白砂の公開海浜があり、観光客や地元住民にとって人気ある観光地となっている。
1906年、市内はマイナーリーグ野球のDレベルのチーム、リバー・スナイプスが本拠地にし、ジョージア・ステート・リーグの開始年の一部としてコロンバス市と共有した。このリーグは1年でなくなった。1913年、ブランズウィック・パイロッツが、短命だったエンパイア・ステート・リーグの一部としてデビューし、その後1914年にジョージア・ステート・リーグに加わり、1915年にはフロリダ・アラバマ・ジョージア・リーグに入った。パイロッツは1915年シーズンの後で解散した。それから36年後の1951年、メジャーリーグベースボールのピッツバーグ・パイレーツ傘下として、マイナーリーグ野球のDレベルのチーム、ブランズウィック・パイレーツがジョージア・フロリダ・リーグで試合を始め、その後8年間続いた。このパイレーツは1954年と1955年にリーグ優勝した。1957年、パイレーツはフィラデルフィア・フィリーズ傘下となり、ブランズウィック・フィリーズとなった。1958年のシーズンの後、フィリーズは解散した。1962年と1963年はジョージア・フロリダ・リーグのカージナルスが本拠地とし、翌年1963年にリーグが解散した。

#### 公園と広場
ブランズウィック市公園およびレクリエーション部が市内の公園と広場を運営している。当初からある6つの広場は今も残っているが、1つだけ、ハノーバー広場は通りで二分されている。市内にはオレンジとパルメットという広場が追加された。多くの公園があり、その最大のものはハワード・コフィン公園である。この後年には遊技場、野球場、ソフトボール場、サッカー場、バスケットボール・コート、ピクニック場がある。コフィン公園には歩行路もある。ルーズベルト・ローレンス・コミュニティセンターには伝統的なレクリエーション・ゲーム用テーブル、2つの教室、多目的体育館がある。
ブランズウィック地域にはライブオークの木が多い。特に南部ライブオークである。独立戦争期の戦艦USSコンスティチューション（別名オールド・アイアンサイド）はセントサイモンズ島のオーク板を使って被覆されたように、ブランズウィックとゴールデンアイルズ地域のライブオークの質は高い。「ラバーズオーク」と名付けられた有名なライブオークの木が、プリンス通りとオールバニ通りの角にある。2005年時点で樹齢約900年である。ジョージア州とインディアンの伝承に拠れば、インディアンの勇者と乙女がオークの下で出会うことになっている。

### 料理

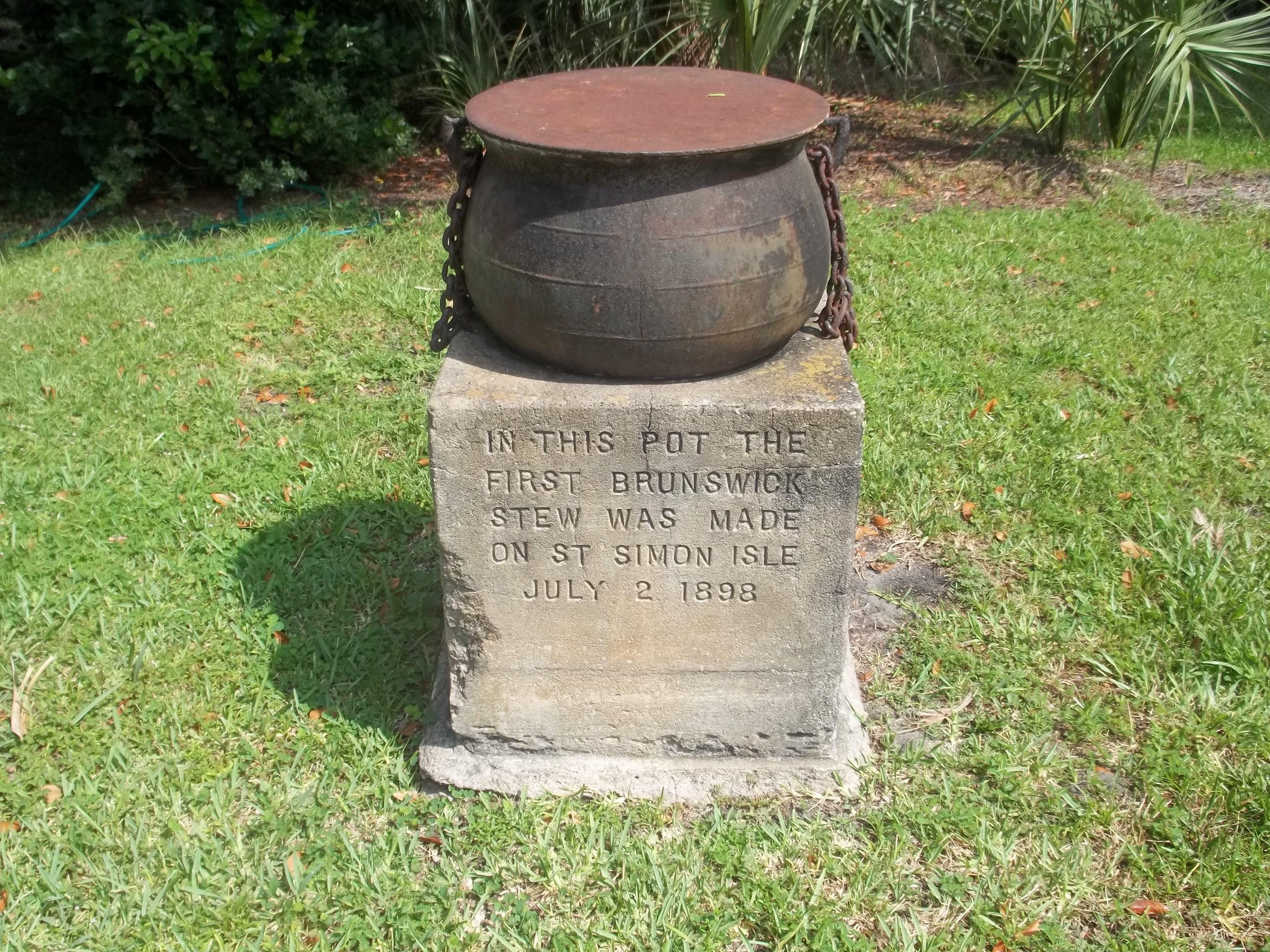
ブランズウィック・シチュー発祥の地とされている

ブランズウィック市はブランズウィック・シチュー発祥の地とされている。これはトマトベースで、様々なライマメ、トウモロコシ、オクラ、その他の野菜と1種類以上の肉を煮込んだものである。レシピの大半ではリスやウサギの肉について信憑性を問うているが、鶏肉、豚肉、牛肉は普通に使われるものである。市の郊外にある25ガロン (95 L) の鉄鍋には、1898年にここでシチューが初めて料理されたことを伝える銘板が付されている（写真）。毎年10月に開催されるブランズウィック・ロッキン・シチュービリーでは、50以上のチームが出したシチューの味ききコンテストが行われる。1980年代にバージニア州ブランズウィック郡を招待してシチュー・コンテストを行い、ブランズウィックの「シチュー戦争」として「サザン・リビング」誌に取り上げられたとき、シチュービリーが有名になった。
ブランズウィック市はジョージア州のエビ漁産業の中心にある。かつては「世界のエビの首都」と呼ばれたこともあるが、近年、漁獲量が減ってきた。それでも近くのジェキル島では毎年9月にワイルドジョージア・シュリンプ&グリッツ祭を開催している。エビとは別に、蟹や牡蠣の猟でも中心地である。

## インフラ

### 交通
- ブランズウィック港

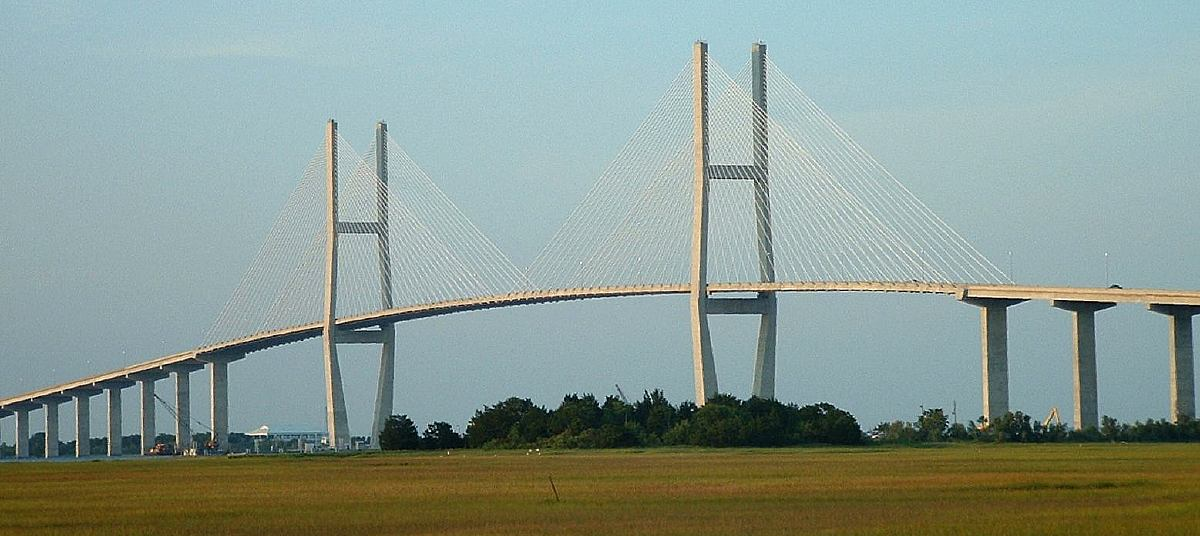
シドニー・ラニア橋

ブランズウィック・ゴールデンアイルズ空港 (BQK, KBQK) では、デルタ航空が、ハーツフィールド・ジャクソン・アトランタ国際空港との間に1日数便を往復させている。以前はデイジェットがアラバマ州、フロリダ州、ジョージア州の各都市に就航していたが、2008年9月に中断した。鉄道では貨物鉄道のCSXトランスポーテーションとノーフォーク・サザン鉄道が市内を通る線を持ち運行している。ゴールデンアイルズ・ターミナル鉄道は、アンギラ・ジャンクションとカーネルズ島およびブランズウィック港のマリーポート・ターミナルの間、12.6マイル (20.3 km) という短い路線を運行している。この路線はオールドタウン・ブランズウィックに始まる路線とアンギラ・ジャンクションで接続している。アムトラックの旅客サービスは、市の北西40マイル (64 km) にあるジェサップから利用できる。
当初のシドニー・ラニア橋は1956年6月22日に開通した垂直昇降橋であり、ブランズウィック川にアメリカ国道17号線を渡した。1972年11月7日、アフリカン・ネプチューンという船が橋脚に衝突し、走行中の自動車と共に橋の一部を崩壊させた。この事故で10人の死者が出た。1987年5月3日、ポーランドの貨物船ジーミア・バイアロストッカが再度橋に衝突した。2003年に同名の斜張橋が開通し、大型の船舶が港に入れるようになり、またアメリカ国道17号線の跳ね橋も不要にした。ジョージア州内では最も径間の長い橋である。橋脚の最頂部は高さ480フィート (146 m) である。
アメリカ国道17号線、同341号線、同25号線と3本の国道が市内を通っている。17号線は市の東部を南北に通り、4車線の高規格道路である。国道341号線はほぼ全線で国道25号線と重なり、市内の国道17号線近くが起点にある。州間高速道路95号線が市の西と北西を通り、アメリカ国道82号線はアメリカ国道17号線とジョージア州道303号線の交差点を起点にしている。
2006年、グリン郡は公共交通のために初年度予算約93万ドルを当てた。郡と市は共同で10万ドル以上を出資している。初年はバス4台、バン2台、標識、器具の購入、設備改良に使われた。この初年割り当てはジョージア州交通省とアメリカ合衆国運輸管理局で現在も棚上げのままである。

### 医療
南東ジョージア・ヘルスシステムは従業員1,321人、医師201人を抱え、ブランズウィック市と周辺地期サイダの医療機関であり、市内最大の民間雇用主でもある。市内にあるのは316床のフルサービス病院である。ブランズウィック港に入ってくる海員にたいして第一級の治療を行う国際海員センターと協力している。毎年国際的な海員約15,000人の治療を行っている。南東ジョージア・ヘルスシステムは市内で180床の熟練看護施設である高齢者ケアセンターも運営している。短期間のリハビリや長期間の介護を行っている。
南東ジョージア・ヘルスシステムは近年、ブランズウィック・キャンパスに外来医療センターをオープンした。6階建て、床面積195,000平方フィート (18,100 m2) の建物には、外来外科、医用画像処理、癌治療センター、売店、ディック・ミッチェル健康情報センターが入っており、また医師の事務所や特別室がある。
2004年、ブランズウィック・キャンパスはジョージア地域社会病院連盟によって、ジョージア州における最良大型病院に指名された。

## メディア
「ブランズウィック・ニューズ」は市内で発行される2つの日刊紙の1つである。もう1紙は「ジョージア・タイムズ・ユニオン」であり、ジャクソンビルを本拠とする「フロリダ・タイムズ・ユニオン」の子会社である。郡内の各家庭には無料の週刊紙「ハーバー・サウンド」が配布されている。「ジ・アイランダー」はジョージア・プレス協会会員の週刊紙であり、小売りまたは購読が可能である。
聴取できるAMラジオ局は4局ある。またFM局は12局ある。
市内にはテレビ局が1つのみあり、アメリカン・ブロードキャスティング・カンパニーの系列局だったが、2001年に売却され系列ではなくなった。全国ネットのテレビ放送はジャクソンビルとサバンナのテレビ局から送られてくる。
映画では、1955年の『The View from Pompey's Head』でブランズウィックが撮影現場になった。他に1974年の『Conrack』、同年の『ロンゲスト・ヤード』、2006年のドキュメンタリー『'Criminalizing Dissent』で使われた。
ジョージ・ドーズ・グリーンの小説『Ravens』（からす）では、ブランズウィックが舞台になった。

## 著名な出身者
- クワミ・ブラウン、NBAバスケットボール選手
- デービス・ラブ3世、プロゴルファー
- アダム・ウェインライト、メジャーリーグベースボール選手、セントルイス・カージナルス

## 原註
1. ↑  1765年3月25日、ジョージア植民地議会はアルタマハ川の南にある領土を4つの新しい郡に分割した。その内の2つがセントデイビッドとセントパトリックであり、その後に合流してグリン郡の本土部分となった。さらに1765年の法は、ジェキル島をセントジェイムズ郡に割り当てており、それはこの郡がセントサイモンズ島とジェキル島の全体で構成されることを意味した。1777年2月5日、ジョージア州最初の憲法が採択された。その第4条は現存する植民地の郡を7つの新郡に移行させ、インディアンが譲渡した土地に8つの新郡を作ることとしていた。そのリストで7番目にあったグリン郡はジョージア州の7番目の郡と見なされ、セントデイビッドとセントパトリック両地域で構成された。1789年、議会はセントサイモンズ島とジェキル島をグリン郡に加えた。セントサイモンズ島のフレデリカが、島を郡内に吸収した1789年からグリン郡の郡庁所在地となった。1787年2月10日付けの法で、ジョージア州議会はグリン郡の庁舎と監獄をブランズウィックに建設し、郡の選挙をブランズウィックで行うこととした。これによってブランズウィックが郡庁所在地になることになった。10年後の1797年2月13日、議会は正式にブランズウィックを郡庁所在地に指定した, Glynn County Courthouse at the Digital Library of Georgia).